# Джорджо Алмиранте
Джорджо Алмиранте (на италиански: Giorgio Almirante) е италиански политик, основател на неофашистката партия Италианско социално движение (МСИ).

## Ранен живот
Алмиранте е роден в Салсомаджоре Терме, в Емилия-Романя. Прекарва детството си с родителите, които работят в театъра, в Торино и Рим. Завършва литература през 1937 г.

## Предвоенен фашизъм
Алмиранте следва за учител, но отива да работи за фашисткото издание Il Tevere, основано в Рим. Той е повлиян от журналиста Телезио Интерланди, който е неговият идеологически наставник. Професор по журналистика, Алмиранте пише подробно за вестника на Интерланди La difesa della razza. Алмиранте помага и за организирането на Италианската социална република, като през 1944 г. е назначен за началник на кабинета на министъра на културата.

## Италианско социално движение

### Ръководство
След поражението на фашизма, Алмиранте е обвинен, че през 1944 г. заповядал екзекуциите на партизани, макар че обща амнистия отменя това. Той бяга от Италия след войната, но се връща през 1946 г., за да създаде собствена малка фашистка група. Тя се трансформира в партия Италианско социално движение (МСИ), създадена през същата година. Алмиранте е избран за лидер на новата партия, отчасти поради ниския си профил, тъй като висшите членове на фашисткия режим, участващи в МСИ избират да заемат роли зад кулисите. Представяйки радикална фракция в партията, групата на Алмиранте губи влияние, тъй като по-умерените елементи придобиват подкрепата в партията. Тази тенденция скоро се изкачва на върха, принуждавайки Алмиранте да даде път на Аугусто Де Марсанич като лидер през 1950 г. Той информира за подкрепата си за идеите за Европа, които се разпространяват по онова време, но не успява да убеди партията да заеме позиция срещу политиката на Де Марсанич, която е насочена към НАТО.

### Опозиция
През средата на 50-те години на миналия век, Алмиранте отегчен от отклонението към консерватизма при Де Марсанич и неговия наследник Артуро Микелини, подава оставка в позицията си в Националния съвет, за да стане критик на ръководството. Той подчертава пролетарския произход на фашизма срещу новия консерватизъм и се аргументира за „качество“, вместо за „количество“ в правителството, подкрепяйки експертно управляваните елити, вместо либералната демокрация.
В ролята си на лидер на вътрешната опозиция, Алмиранте не е против да използва тактиката на "Черните ризи„, а през 1968 г. той е един от тримата лидери на „наказателна акция“ срещу студентските радикали във факултета за изящни изкуства в Римския университет. Въпреки това, Алмиранте и около 200 последователи са изтласкани от полицията.

### Отново лидер
Алмиранте си възвръща ръководството на партията през 1969 г., след смъртта на Микелини. Вече мнението му се променя в по-умерена позиция, тъй като той скоро обявява собствената си подкрепа за демокрацията. На тази основа, той се стреми да привлече по-консервативни елементи към МСИ, като същевременно прокарва реформи, които укрепват властта на партийния секретар, за да предотврати опозицията от радикалната тенденция, с която е бил асоцииран. Той също така се старае да „историзира“ фашизма и да отхвърли по-ясните препратки към идеологията от пропагандата и реториката на МСИ, по-конкретно да премахне Римския поздрав.
Новата му политика, известна като strategia del doppio binario, няма за цел да направи МСИ по-приятна за християндемократите, както е планът на предшественика си, а да премести МСИ в идеологическото пространство на дясното, където да се утвърди като лидер. Алмиранте смята, че чрез поставянето на антикомунизма в сърцето на призива на МСИ, партията би могла да привлече както съществуващите си последователи, така и по-умерените консерватори и с времето да е съперник на християндемократите като основна партия вдясно.
Алмиранте също е депутат, въпреки че три пъти е лишен от парламентарен имунитет: през 1979 г. той е обвинен в опит да съживи фашистката партия, а през 1981 г. и през 1984 г. е обвинен в оказване на помощ и съучастие на терориста Карло Сикутини, който бяга от Италия след бомбен взрив от 1972 г., който убива трима полицаи. Въпреки това, Алмиранте получава амнистия по силата на закона от 1987 г.

## Пенсиониране
Поради влошено здраве, Алмиранте отстъпва като лидер на Националния конгрес през 1987 г. и обявява за свой наследник протежето си Джанфранко Фини. Фини е близо до Алмиранте от 1977 г., когато лидерът на МСИ го назначава за шеф на младежкото движение на партията. Фини до голяма степен следва стъпките на Алмиранте, опитвайки се да превърне Италия от парламентарна към напълно президентска система. Алмиранте умира в Рим на 22 май 1988 г.